# Els Buyens
Els Buyens is een personage uit de Vlaamse politieserie Zone Stad en wordt gespeeld door An Vanderstighelen.

## Seizoen 4
Wanneer planton Ivo Celis bij een interventie om het leven komt, komt Els Buyens het team van Zone Stad versterken. Door haar nieuwsgierig gedrag maakt ze zich echter niet bepaald geliefd bij de rest van het team.
Agent Mike Van Peel ziet haar wel zitten en zet een charmeoffensief in. De twee beginnen een relatie. We komen ook aan het einde van het seizoen te weten dat Els een zoon heeft  Stijn . 

## Seizoen 6
Els wordt de nieuwe partner van Mike, nadat zijn vaste partner Jimmy N'Tongo voor lange tijd buiten strijd raakt.

## Seizoen 7
Els wordt door Mike ten huwelijk gevraagd en is dolgelukkig.

## Seizoen 8
Na de dood van Jimmy ruilt Els de balie definitief in voor de job als politiepartner van Mike. 